# Disney XD (Turquia)
Disney XD Turquia foi um canal para crianças e adolescentes, cujo proprietário é Disney-ABC Television Group, que transmite na Turquia. Anteriormente era conhecido como Fox Kids e Jetix. O canal cessó em 31 de janeiro de 2021 foi transferido para o Disney Channel e Disney+.

## Disney XD rebrande
Disney XD foi com sucesso lançado nos Estados Unidos em 13 de fevereiro de 2009, pela Disney-ABC Television Group, na França a partir de 1 de abril de 2009, começou a transmitir na Turqui somente a partir de 3 de outubro de 2009.